# Yoka Lokole
 (février 2024).
Si vous disposez d'ouvrages ou d'articles de référence ou si vous connaissez des sites web de qualité traitant du thème abordé ici, merci de compléter l'article en donnant les références utiles à sa vérifiabilité et en les liant à la section « Notes et références ».
 (janvier 2020).
Yoka Lokole est un groupe musical kino-congolais de soukous.
Il a été créé par Papa Wemba, Mavuela Somo et Bozi Boziana en 1975 à Kinshasa.

## Nom
Yóká Lokole signifie « écoute le tam-tam » en lingala.

## Histoire
Le groupe est originaire de Kinshasa. Ces membres fondateurs sont  Papa Wemba, Mavuela Somo et Bozi Boziana, lorsque ceux-ci se séparent d'Evoloko Lay Lay et du groupe Isifi Lokole (en).
Le trio emmène avec lui le soliste Chora Mukoko et le lokoliste (percussionniste de l'instrument traditionnel lokole), Otis (Otess) Koyongonda, qui devient batteur.
De nouveaux musiciens, comme le bassiste Dada Kombe et le guitariste-rythmique Syriany Mbenza (ou Syriana), complètent l'ensemble.
En décembre 1976, Papa Wemba entre en conflit avec le duo Mavuela-Mashakado. Il s’ensuivit un différend sur l’utilisation du nom « Yoka Lokole » entre Wemba (qui avait rapidement recruté une nouvelle formation de musiciens) et Mavuela.
En février 1977, Papa Wemba met fin au conflit en changeant le nom de son nouveau groupe en Viva La Musica. Au début de 1977, Yoka Lokole perd deux membres, le guitariste et batteur Syriana Otis Koyongonda, qui rejoint Viva La Musica. À leur place sont venus le chanteur Kanza Bayone (de l’Orchestre Kiam), le guitariste rythmique Sec Bidens et le guitariste gabonais Bansimba Baroza dit « La Gabonnia ». Le groupe a décliné et le premier à partir a été Bozi Boziana avec Gina Efonge qui s’est ensuite rendue au Zaiko Langa Langa en juin. En août, Mashakado a décidé de rejoindre Boziana en entrant dans la nouvelle formation Zaiko Langa Langa.
En décembre 1978, Mavuela quitte le groupe pour poursuivre une carrière solo au Gabon. Le guitariste Sec Bidens est devenu le nouveau directeur du groupe, mais a progressivement disparu de la scène.